# Meijiahe (sockenhuvudort i Kina, Hubei Sheng, lat 30,92, long 110,49)
Meijiahe (kinesiska: 梅家河, 梅家河乡) är en sockenhuvudort i Kina. Den ligger i provinsen Hubei, i den centrala delen av landet, omkring 360 kilometer väster om provinshuvudstaden Wuhan. Antalet invånare är 17 267. Befolkningen består av 8 215 kvinnor och 9 052 män. Barn under 15 år utgör 10,0 %, vuxna 15-64 år 78 %, och äldre över 65 år 11,0 %.
Runt Meijiahe är det ganska tätbefolkat, med 166 invånare per kvadratkilometer. Närmaste större samhälle är Shazhenxi, 11,8 km öster om Meijiahe. I omgivningarna runt Meijiahe växer i huvudsak blandskog.
Genomsnittlig årsnederbörd är 1 553 millimeter. Den regnigaste månaden är maj, med i genomsnitt 228 mm nederbörd, och den torraste är december, med 19 mm nederbörd.